# Yangling (köpinghuvudort i Kina, Hubei Sheng, lat 30,90, long 113,40)
Yangling (kinesiska: 杨岭, 杨岭镇) är en köpinghuvudort i Kina. Den ligger i provinsen Hubei, i den centrala delen av landet, omkring 92 kilometer nordväst om provinshuvudstaden Wuhan. Antalet invånare är 27 861. Befolkningen består av 13 379 kvinnor och 14 482 män. Barn under 15 år utgör 12,0 %, vuxna 15-64 år 76 %, och äldre över 65 år 11,0 %.
Runt Yangling är det tätbefolkat, med 683 invånare per kvadratkilometer. Närmaste större samhälle är Chengzhong, 15,4 km öster om Yangling. Trakten runt Yangling består till största delen av jordbruksmark.
Genomsnittlig årsnederbörd är 1 371 millimeter. Den regnigaste månaden är juli, med i genomsnitt 192 mm nederbörd, och den torraste är december, med 18 mm nederbörd.